# Stavanger Stift
 "Stavanger bispedømme" omdirigeres hertil. For det tidligere bispedømme, se Stavanger bispedømme (1125-1682).
Stavanger Stift er et selvstændigt stift i Den Norske Kirke, som blev til da det, som tidligere var Kristianssand Stift, blev delt 1. januar 1925. Kristianssand Stift fortsatte som Agder Stift, og Stavanger Stift blev udskilt som selvstændigt. Stavanger havde da ikke haft noget bispesæde siden 1682.
Bispedømmet omfatter Rogaland Fylke. Etter at den gamle Ølen Kommune blev overført fra Hordaland til Rogaland Fylke i 2002, blev bispedømmegrænsen mellem Bjørgvin Stift og Stavanger Stift justeret på samme måde.

## Bisperækken

### Før reformationen
- Reinald ??-1135
- Jon Birgersson, 1135-1152
- Peter, 1152-??
- Amund, ??-1171
- Eirik Ivarsson, 1171-1188
- Nikolas Arnesson 1189
- Njål, 1190-1207
- Henrik, 1207-1224
- Askell Jonsson, 1226-1254
- Torgils av Stavanger, 1255-1276
- Arne, 1277-1303
- Ketil, 1304-1317
- Håkon Halldorsson, 1318-1322
- Eirik Ogmundsson, 1322-1342
- Guttorm Pålsson, 1343-1350
- Sigfrid, 1351-1352
- Gyrd Aslason, 1354-1355
- Bottolf Asbjørnsson, 1355-1380
- Hallgeirr Osmundsson, 1380/81
- Olaf, 1381/82-1398/1400
- Håkon Ivarsson, 1400-1426
- Audun Eivindsson, 1427-1445
- Gunnar Eriksson, 1445-1451/53
- Sigurd Bjørnsson, 1454-1463
- Alv Thorgardsson, 1464-1478
- Eiliv Jonsson, 1481-1512
- Hoskuld Hoskuldsson, 1513-1537/38 (død, ikke afsat)

### Efter reformationen (-1682)
- Jon Guttormsen, 1541-1557
- Jens Gregoriussen Riber, 1558-1571
- Jørgen Erikson, 1571-1604
- Laurits Clausen Scabo, 1605-1626
- Tomas Cortsen Wegner, 1627-1654
- Markus Christensen Humble, 1655-1661
- Christen Madsen Tausan, 1661-1680

### Efter nyoprettelsen
- J. C. Petersen 1925–1940
- Gabriel Skagestad 1940–1949
- Karl Marthinussen 1949–1960
- Fridtjov Birkeli 1960–1968
- Olav Hagesæther 1968–1976
- Sigurd Lunde 1976–1985
- Bjørn Bue 1985–1997
- Ernst Oddvar Baasland 1997–2009
- Erling Pettersen 2009–2016
- Ivar Braut 2017